# Прокашева, Татьяна Васильевна
Татьяна Васильевна Прокашева — советский хозяйственный и политический деятель.

## Биография
Родилась в 1949 году в Кирове. Член КПСС.
В 1966—1994 гг. — намотчица Кировского электромашиностроительного завода имени И. И. Лепсе Кировского электромашиностроительного производственного объединения имени И. И. Лепсе Министерства авиационной промышленности СССР.
Указами Президиума Верховного Совета СССР от 29 марта 1976 года и 10 марта 1981 года награждена орденами Трудовой Славы 3-й и 2-й степени.
Указом Президиума Верховного Совета СССР от 7 августа 1986 года награждена орденом Трудовой Славы 1-й степени, став полным кавалером ордена Трудовой Славы.
Делегат XXVII съезда КПСС.
Живёт в Кирове.